# Mojzes Leonski
Mojzes Leonski, s polnim imenom Moše Ben Šem-Tov de Leon (hebrejsko משה בן שם-טוב די-ליאון), španski rabin in kabalist, * okrog 1250, † 1305.
Deloval je v 13. stoletju. Domneva se, da je Leonski avtor Zoharja, najpomembnejšega kabalističnega dela.
Besedila je v 13. stoletju prvi javno objavil, trdeč, da je delo starodaven rokopis iz Svete dežele. Po smrti Leonskega je nekdo želel rokopis kupiti od njegove vdove, a je izvedel da ta ne obstaja. Domnevno naj bi njen može spisom Simeon Bar Jokaja dodajal lastne pripise, z namenom prodati jih navdušencem nad mističnimi besedili. Sodobni učenjaki dopuščajo možnost, da je avtor Zoharja Mojzes Leonski, saj delo vsebuje vplive španske kulture, kjer je slednji živel.